# Паркетник
Паркетник (Archboldia papuensis) — вид горобцеподібних птахів родини наметникових (Ptilonorhynchidae).

## Назва
Рід Archboldia названо на честь американського зоолога і дослідника Річарда Арчболда (1907—1976).

## Поширення
Ендемік Нової Гвінеї. Трапляється в горах Маоке, Бісмарка та Кордильєра-Сентраль. Мешкає у гірських лісах і хмарному лісі з переважанням Nothofagus і Podocarpus.

## Опис
Птах завдовжки 35-37 см, вагою 163—195 г. Має округлу голову з конічним дзьобом з вигнутим кінчиком, широким в основі та оголеними ніздрями (у інших наметників ніздрі оточені пір'ям), витягнуті та міцні лапи, довгі крила та довгий хвіст прямокутної форми. Оперення самця чорного кольору з коричневим відтінком на хвості. На голові є прямий чорний чубчик із золотим наконечником. Самиці мають оперення коричневого відтінку та крильце жовтого кольору.

## Спосіб життя
Веде самітницький спосіб життя. Активний вдень. Раціон дорослих невідовий, пташенят годує фруктами, членистоногими та дрібними хребетними. Сезон розмноження триває з вересня по лютий. Полігамний вид. Самець воліє спаруватися з найбільшою кількістю самиць і не піклується про пташенят. Самець впорядковує ділянку (шлюбну арену) навколо невеликого дерева, очищає її від сміття та прикрашає яскравими кольоровими предметами. Він сидить на дереві та приманює самицю співом. Шлюбний танець та спаровування поки не описані.

## Підвиди
- Archboldia papuensis papuensis Rand, 1940 — широко поширений у західній частині ареалу;
- Archboldia papuensis sanfordi Mayr & Gilliard, 1950 — широко поширена у східній частині ареалу.

У минулому ці два підвиди вважалися двома окремими видами, в силу морфологічних та поведінкових відмінностей (наявність гребеня лише у papuensis та різне розташування шлюбних арен), але виявилися необґрунтованими після масштабного дослідження 2018 року.